# Sérgio II de Jerusalém
Sérgio II de Jerusalém foi o patriarca de Jerusalém entre 908 e 911 Segundo Saíde ibne Batrique, ele era chamado Jurjus (talvez um erro do copista) ibne Dijane (Diógenes?). O seu episcopado coincidiu com a volta do domínio de Bagdá (abássidas) na Palestina, entre o domínio dos tulúnidas e os iquíxidas, um período bastante confuso na história de Jerusalém.